# Chīpurupalle
Chīpurupalle är en ort i Indien.   Den ligger i distriktet Srīkākulam och delstaten Andhra Pradesh, i den sydöstra delen av landet, 1 300 km sydost om huvudstaden New Delhi. Chīpurupalle ligger 106 meter över havet och antalet invånare är 25 898.
Terrängen runt Chīpurupalle är platt, och sluttar söderut. Runt Chīpurupalle är det tätbefolkat, med 383 invånare per kvadratkilometer. Närmaste större samhälle är Rāzām, 18,0 km nordost om Chīpurupalle. Omgivningarna runt Chīpurupalle är en mosaik av jordbruksmark och naturlig växtlighet.